# Wiltenburg (Utrecht)
De Wiltenburg werd verschillende malen vermeld als naam van een vroegere burcht in de huidige Nederlandse stad Utrecht of directe omgeving daarvan. De naam Wiltenburg werd soms ook genoemd als voormalige plaatsnaam van Utrecht of het iets zuidelijker gelegen Vechten, of als de naam van een goed aldaar.

## Enkele geschreven bronnen

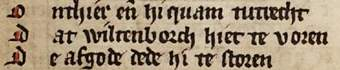
Melis Stokes Rijmkroniek regel 112 tot 114:
Onthier en hi quam tUtrecht,
Dat Wiltenborch hiet te voren.
De afgode dede hi te storen

De naam Wiltenburg, of eigenlijk Uiltaburg, werd vermeld rond 730 door de Angelsaks Beda. Het was volgens hem een beroemde burcht, de naamstelling van de burcht afkomstig uit het oude taalgebruik en het was de stad van de Wilten.
Ook anderen zouden over de Wiltenburg schrijven zoals de uit Utrecht afkomstige missionaris/ bisschop Liudger, die rond het eind van de 8e eeuw een hagiografie over Gregorius van Utrecht opstelde. Hierin gaf Liudger aan dat Utrecht met een andere naam Wiltaburg werd genoemd.
De naam Viltaburg met eenzelfde beschrijving als Beda erover gaf, komt ook voor in de 9e-eeuwse zogeheten Gesta abbatum Fontanellensium. De tekstovername liet men betrekking hebben tot Maastricht.
Melis Stoke schreef omstreeks 1300 in de Rijmkroniek van Holland: "tlant beneden Nimaghen wilen Nederzassen hiet". Een "wreet volc ende sterc" woonde hier en hun hoofdstad heette Wiltenborch. Die Nederzassen kwamen volgens Stoke rond 370 n.Chr. in opstand tegen keizer Valentinianus I maar werden verslagen. "Die Nederzassen heten nu Vriezen" en Willibrord "quam tUtrecht dat Wiltenborch hiet tevoren", schreef Stoke nog daarbij.
Johannes de Beke verhaalde in circa 1340 dat Valentinianus het kasteel Wiltenburch vernielde en de Friezen bedwong.
In 1757 werd een boek uitgegeven van Valentyn Blondeel over de geschiedenis van Utrecht. In dat boek zegt Blondeel een uittreksel te geven van een 13e-eeuws manuscript dat door domkanunnik Rudolf van Stoutenburg was geschreven, die zich op zijn beurt gebaseerd zou hebben op een, ook verloren gegaan, memorieboek van het Utrechtse domkapittel. Van Stoutenburg zou geschreven hebben dat rond 200 n.Chr. een Vorst der Vriezen een kasteel had gebouwd wat de naam Wiltenburg kreeg en het zou de oorsprong van Utrecht gaan vormen. Keizer Valentinianus veroverde het kasteel, maar de Friezen en Saksen wisten het te heroveren, waarna de Friezen het kasteel en de stad herstelden en versterkten.

## Situering

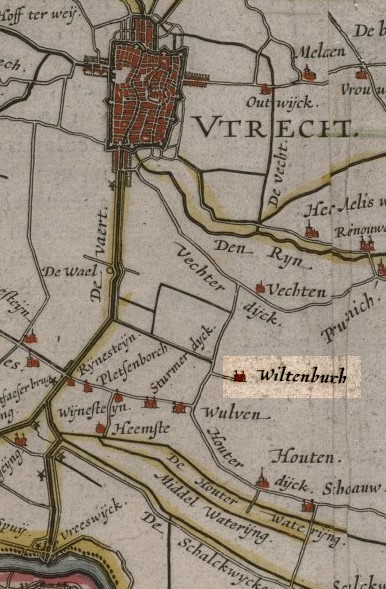
"Wiltenburch" in de Atlas van Blaeu

De locatie voor de Wiltenburg werd in de loop van de geschiedenis geplaatst in of bij het (voormalig) Romeinse castellum Traiectum, de huidige Utrechtse binnenstad. Daarbij wordt voor de burcht ook gedacht aan de locatie in of bij het castellum Fectio in het nabijgelegen Vechten.
In de 17e-eeuwse atlas Toonneel des Aerdrycks van Willem en Joan Blaeu staat een korte beschrijving over het slot Wiltenburg en wordt de burcht op kaarten gesitueerd binnen de driehoek tussen Vechten, Wulven en Houten, in de buurt van het huidige bos Nieuw Wulven.
Volgens de historicus Cornelis Dekker dient de Wiltenburg ter hoogte van het castellum Fectio gelokaliseerd te worden. In de middeleeuwen bevond zich hier een ruim 47 morgen groot goed onder de noemer Wiltenburg of ook wel kortweg burg. Er was ook een gerecht Wiltenburg volgens Dekker.

## Trivia
- Wiltenburg wordt genoemd in de sage Odins stad.

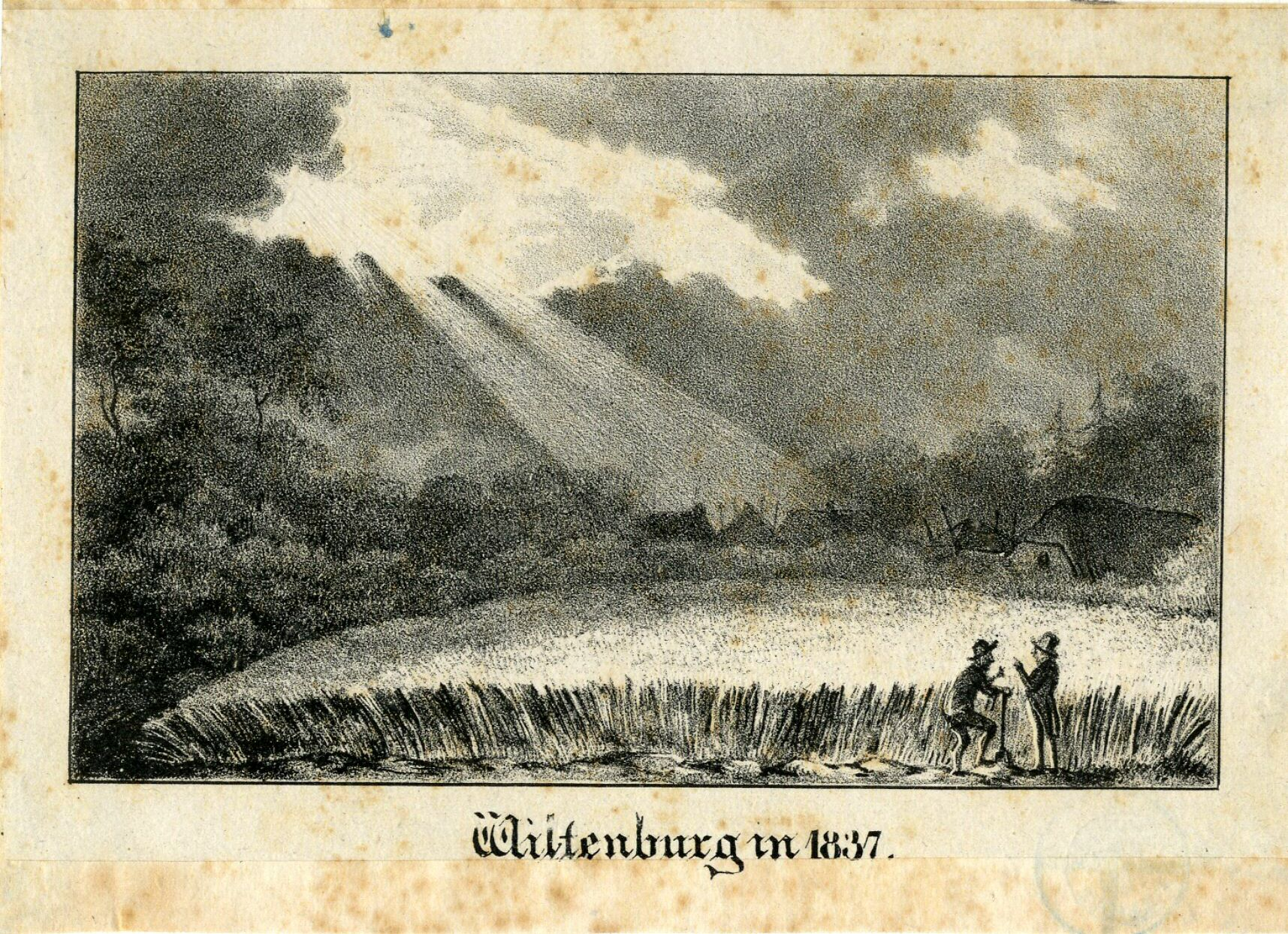
Gezicht op het terrein bij Vechten waarop het kasteel Wiltenburg heeft gestaan
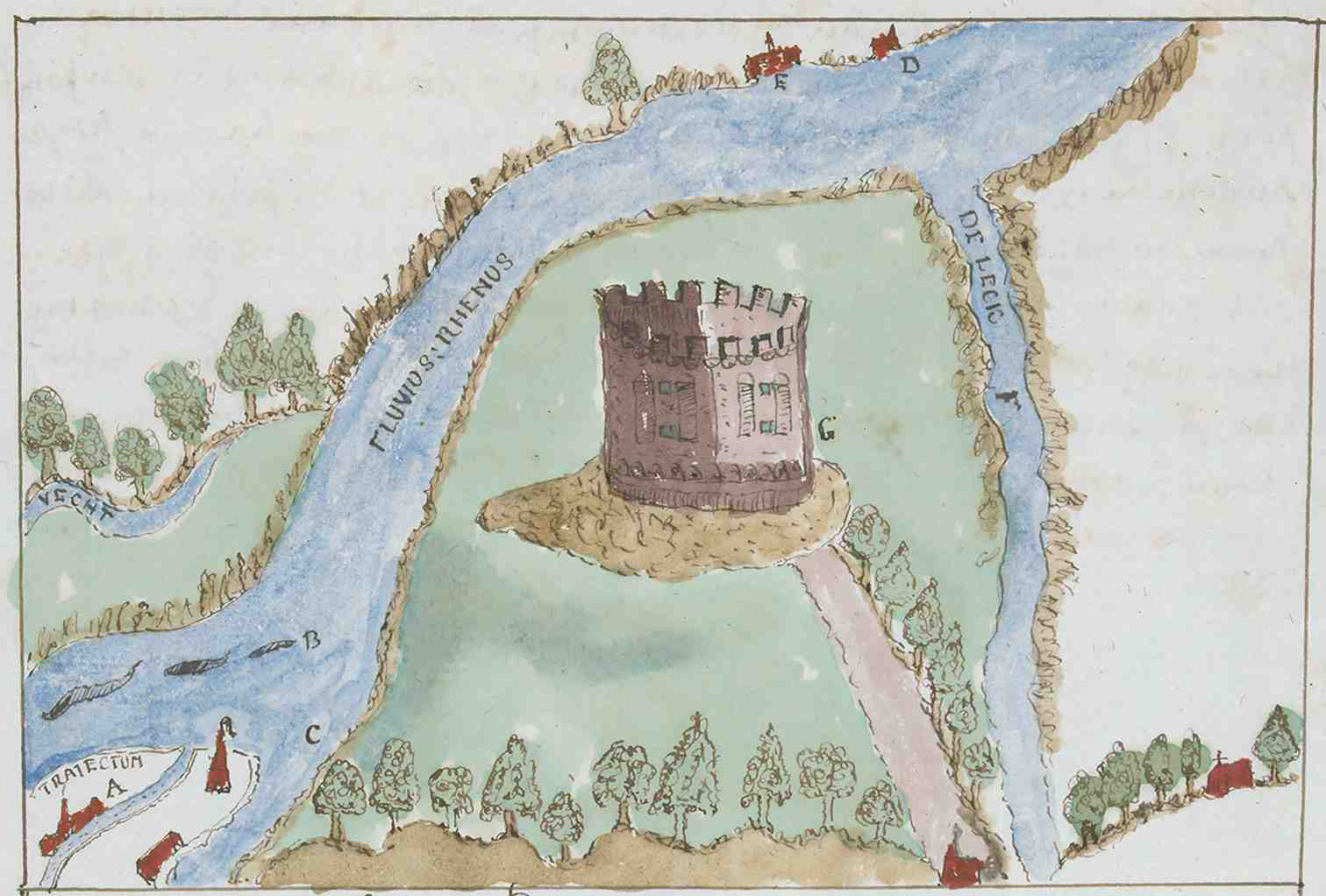
Stad Utrecht - Wiltenburg uit Atlas Schoemaker

Kasteel Ter Aa (Breukelen) ·
Aastein ·
Slot Abcoude ·
Amaliastein ·
Nieuw-Amelisweerd ·
Oud-Amelisweerd ·
Kasteel Amerongen ·
Kasteel Batestein (Harmelen) ·
Kasteel Batestein (Vianen) · 
De Beest ·
Bergestein ·
Beverweerd ·
Blasenburg ·
Blikkenburg ·
Blommesteyn ·
Bolenstein ·
Bolsweerd ·
Bottestein ·
Kasteel Broekhuizen ·
Bruinenburg ·
Huis Cammingha ·
Clarenborg ·
Coelhorst ·
De Batau ·
Dompselaer ·
Huis Doorn ·
Drakenburg (kasteel) ·
Drakensteyn ·
Kasteel Duurstede ·
Huis Ter Eem ·
Eijkelenburg ·
Emmickhuizen ·
Den Engh ·
Essenstein ·
Everstein (Everdingen) ·
Everstein (Jutphaas) ·
Den Eyck ·
Galesloot ·
Kasteel Geerestein ·
Gildenborgh ·
Kasteel Ten Goye ·
Grauwert ·
Grijpestein ·
Groenestein (Langbroek) ·
Kasteel Groeneveld (Baarn) ·
Groenewoude (Woudenberg) ·
Gunterstein ·
Kasteel de Haar ·
Kasteel Hagestein ·
Hamtoren ·
Kasteel Hardenbroek ·
Huis Harmelen ·
Ridderhofstad Heemstede ·
Kasteel Heemstede ·
Heimenberg ·
Heimerstein ·
Huis Herlaar ·
Ter Heul ·
Heulestein ·
Hindersteyn ·
Kasteel Ter Horst (Achterberg) ·
Isselt ·
Kasteel IJsselstein ·
Jagenstein ·
Kersbergen ·
Killestein ·
Kronenburg (kasteel) ·
Kasteel Levendaal ·
Lichtenberg (Woudenberg) ·
Lievendaal (Amerongen) ·
Landgoed Linschoten ·
Kasteel Linschoten ·
Lockhorst ·
Kasteel Loenersloot ·
Kasteel Lunenburg ·
Huis Maarsbergen ·
Marckenburg ·
Ter Meer ·
Ter Mey (Haarzuilens) ·
Huis te Mijdrecht ·
Huis te Mijnden ·
Kasteel Moersbergen ·
Kasteel Montfoort ·
Natewisch ·
Te Nesse ·
Kasteel Nijenrode ·
Nijenstein ·
Nijeveld ·
Noordwijk (Langbroek) ·
Huis te Oosterwijk ·
Oostwaard (Utrecht) ·
Op de Bol ·
Oud-Broekhuizen ·
Ridderhofstad Oudaan ·
Huis Oudegein ·
Oudenhorst ·
Plettenburg (kasteel) ·
Huis De Polle ·
Prattenburg ·
Kasteel Putkop ·
Randenbroek (park) ·
Remmerstein ·
Kasteel Renswoude ·
Rhijnauwen ·
Kasteel Rhijnestein ·
Huis Riebeek ·
Kasteel Rijnenburg ·
Rijnestein ·
Rijneveld ·
Kasteel Rijnhuizen ·
Rijningen ·
Huis Rijnsweerd ·
Rijpickerwaard · 
Kasteel Rijsenburg ·
De Roetert ·
Rumelaar ·
Kasteel Ruwiel ·
Royestein ·
Kasteel Sandenburg ·
Kasteel Schalkwijk ·
Kasteel Schonauwen ·
Schurenburg ·
Snaafburg ·
Snellenburg ·
Paleis Soestdijk ·
Steenhuis (Lopik) ·
Kasteel Sterkenburg ·
Stormerdijk ·
Landgoed Stoutenburg ·
Ten Massche ·
Valkenburg (Rhenen) ·
Huis te Velde ·
Kasteel Veldenstein ·
Hofstede te Vliet ·
Huis te Vleuten ·
Huis te Vliet (Lopik) ·
Huis te Vliet (Oudewater) ·
Vogelpoel ·
Huis te Voorn ·
Vredelant ·
Vronestein ·
Vuijlcop ·
Kasteel Walenburg ·
Wayenstein (Amerongen) ·
Kasteel Weerdenburg ·
Weerdesteyn ·
Weerestein ·
Hof ter Weyde ·
Wickenburgh ·
Wijnestein ·
Wiltenburg (Utrecht) ·
Kasteel van Woerden ·
Huis Woudenberg ·
Huis te Woudenberg (I) ·
Huis te Woudenberg (II) ·
Wulven ·
Kasteel Oud-Wulven ·
Wulvenhorst ·
Slot Zeist ·
Kasteel Zuilenburg ·
Zuileveld ·
Slot Zuylen ·
Huis Zuylenstein